# Jan-Niklas Beste
Jan-Niklas Beste (Hamm, 4 januari 1999) is een Duits voetballer die bij voorkeur als linkervleugelverdediger speelt. Hij verruilde 1. FC Heidenheim 1846 in de zomer van 2024 voor SL Benfica. 

## Clubcarrière

### Borussia Dortmund
Beste is afkomstig uit de jeugdopleiding van Borussia Dortmund. Op 12 augustus 2017 maakte hij zijn eerste optreden voor de club in de DFB-Pokal tegen 1. FC Rielasingen-Arlen. Hij speelde de volledige wedstrijd als linksachter. Dortmund won met 0–4 na doelpunten van Marc Bartra en een hattrick van Pierre-Emerick Aubameyang. Het zou zijn enige wedstrijd zijn voor Borussia Dortmund.

### Werder Bremen
In juli 2018 nam Werder Bremen Beste voor een bedrag van 250.000 euro over van Borussia Dortmund. Bij Werder ging hij in zijn eerste seizoen spelen voor het tweede elftal, dat uitkwam in de Regionalliga Nord. Hij speelde 28 wedstrijden en kwam daarin tot twee goals. Hij werd daarop tweemaal verhuurd.

#### FC Emmen
In het seizoen 2019/20 werd Beste voor een seizoen verhuurd aan FC Emmen. Hij maakte op 24 augustus tegen Willem II als linksback zijn debuut. Op 27 september viel hij in een 3-0 overwinning op ADO Den Haag geblesseerd uit. Het zou zijn zesde en laatste wedstrijd zijn dat seizoen, want door een knieoperatie kwam hij niet meer in actie. 

#### Jahn Regensburg
Nog herstellende van zijn knieblessure, werd Beste in de zomer van 2020 verhuurd aan SSV Jahn Regensburg. Daar maakte hij op 22 november tegen Greuther Fürth zijn debuut, een week later was hij tegen Würzburger Kickers goed voor zijn eerste doelpunt. Hij speelde in totaal twee seizoenen voor Jahn Regensburg en was daarin goed voor 46 wedstrijden, zeven goals en zeven assists.

### FC Heidenheim
1. FC Heidenheim had in de zomer van 2022 1,75 miljoen euro over voor Beste, die direct basisspeler was bij Heidenheim. Hij was goed voor liefst twaalf goals en dertien assists in zijn eerste seizoen voor Heidenheim en werd met de club kampioen van de 2. Bundesliga. Op 26 augustus 2023 debuteerde hij tegen TSG 1899 Hoffenheim en was hij meteen goed voor een goal en een assist in een 2-3 nederlaag. Hij begon sowieso uitstekend aan het seizoen met drie goals en vier assists in zijn eerste vijf wedstrijden. Op 9 december was hij tegen SV Darmstadt 98 goed voor een hattrick aan assists: via een vrije trap en twee hoekschoppen leverde hij de assists voor alle doelpunten in een 3-2 overwinning. Heidenheim eindigde knap achtste en Beste was goed voor acht goals en dertien assists. In totaal eindigde de teller in twee seizoenen voor Heidenheim op 68 wedstrijden, twintig goals en 28 assists.

### Benfica
In de zomer van 2024 tekende Beste voor een bedrag van 8 miljoen euro bij SL Benfica. Daar maakte hij op 11 augustus tegen FC Famalicão zijn debuut voor Benfica. 

## Clubstatistieken
| Seizoen        | Club              | Competitie        | Competitie | Competitie | Beker | Beker | Overig | Overig | Totaal | Totaal |
| Seizoen        | Club              | Competitie        | Wed.       | Dlp.       | Wed.  | Dlp.  | Wed.   | Dlp.   | Wed.   | Dlp.   |
| -------------- | ----------------- | ----------------- | ---------- | ---------- | ----- | ----- | ------ | ------ | ------ | ------ |
| 2017/18        | Borussia Dortmund | Bundesliga        | 0          | 0          | 1     | 0     | –      | –      | 1      | 0      |
| 2018/19        | Werder Bremen II  | Regionalliga nord | 28         | 2          | –     | –     | –      | –      | 28     | 0      |
| 2019/20        | → FC Emmen        | Eredivisie        | 6          | 0          | 0     | 0     | –      | –      | 6      | 0      |
| 2020/21        | → Jahn Regensburg | 2. Bundesliga     | 16         | 2          | 2     | 0     | –      | –      | 18     | 2      |
| 2021/22        | → Jahn Regensburg | 2. Bundesliga     | 26         | 4          | 2     | 1     | –      | –      | 28     | 5      |
| 2022/23        | FC Heidenheim     | 2. Bundesliga     | 34         | 12         | 2     | 0     | –      | –      | 36     | 12     |
| 2023/24        | FC Heidenheim     | Bundesliga        | 31         | 8          | 1     | 0     | –      | –      | 32     | 8      |
| 2024/25        | Benfica           | Primeira Liga     | 2          | 0          | 0     | 0     | 0      | 0      | 2      | 0      |
| Carrièretotaal | Carrièretotaal    | Carrièretotaal    | 143        | 28         | 8     | 1     | 0      | 0      | 151    | 29     |

Bijgewerkt op 20 juni 2024.

## Interlandcarrière
Beste kwam reeds uit voor verschillende Duitse nationale jeugdelftallen. In 2016 debuteerde hij in Duitsland –17.

## Lees ook
- Lijst van spelers van FC Emmen
- Lijst van spelers van Borussia Dortmund
- Lijst van spelers van SL Benfica